# Ksawery Wójciński
Ksawery Wójciński (* 3. Januar 1983) ist ein polnischer Jazzmusiker (Kontrabass, auch Gesang), der in Bereichen von Avantgarde Jazz, Neuer Improvisationsmusik bis hin zu polnischer Volksmusik arbeitet.

## Leben und Wirken
Wójciński absolvierte die Musikgrund- und -mittelschule in Konin und die Musikakademie in Bydgoszcz.
Wójciński gründete das Projekt Hera (gleichnamiges Album 2010) und arbeitete mit Künstlern wie Uri Caine (im Trio mit Robert Rasz; Album Szpilman), im Charles Gayle Trio, im Duett mit dem Trompeter Wojciech Jachna, im Trio mit Paweł Postaremczak und Klaus Kugel, sowie mit Michael Zerang, Nicole Mitchell und Marco Eneidi. Außerdem trat er mit Solokonzerten auf. 2014 erschien Wójcińskis Soloalbum The Soul, auf dem er Kontrabass, Klavier, Gitarre, Schlagzeug spielte und sang. Der Kontrabassist war auch Teil des Ad Libitum Ensemble, eines Improvisationsorchesters unter der Leitung des Pianisten Agustí Fernández, das gegründet wurde, um ein Konzert beim Ad Libitum Festival für improvisierte Musik in Warschau zu spielen.
Weiterhin hat Wójciński auch mit polnischen Künstlern wie Mikołaj Trzaska, Raphael Rogiński, Wacław Zimpel, Dominik Strycharski oder der Gruppe Emergency gespielt und aufgenommen. Zusammen mit der Sängerin Maniucha Bikont gründete er das Duo Maniucha & Ksawery, das traditionelle Musik aufführt; 2017 erschien das Album des Duos mit dem Titel Oj borom, borom. Des Weiteren trat er auch im Wójciński/Szmańda-Quartett auf, in dem er mit dem Schlagzeuger Krzysztof Szmańda sowie den Brüdern Maurycy (Trompete) und Szymon Wójciński (Klavier) spielt; 2014 veröffentlichte das Quartett ihr Debütalbum „Delusions“.  2018 hat er sein Album Town of Pressure, in einem leeren Wasserturm in Konin aufgenommen, der aufgrund seiner ungewöhnlichen akustischen Eigenschaften ausgewählt wurde.